# Demania unispinosa
Demania unispinosa is een krabbensoort uit de familie van de Xanthidae. De wetenschappelijke naam van de soort is voor het eerst geldig gepubliceerd in 1999 door Chen & Ng.